# Ковінгтон (Огайо)
Ковінгтон (англ. Covington) — селище (англ. village) в США, в окрузі Маямі штату Огайо. Населення — 2548 осіб (2020).

## Географія
Ковінгтон розташований за координатами 40°7′1″ пн. ш. 84°21′2″ зх. д. / 40.11694° пн. ш. 84.35056° зх. д. (40.117035, -84.350684).  За даними Бюро перепису населення США в 2010 році селище мало площу 3,50 км², з яких 3,43 км² — суходіл та 0,07 км² — водойми.

## Демографія
Згідно з переписом 2010 року, у селищі мешкали 2584 особи в 1037 домогосподарствах у складі 706 родин. Густота населення становила 739 осіб/км².  Було 1156 помешкань (331/км²).
Расовий склад населення:
| - 98,1 % — білих - 0,3 % — чорних або афроамериканців - 0,1 % — корінних американців |

До двох чи більше рас належало 1,3 %. Частка іспаномовних становила 0,6 % від усіх жителів.
За віковим діапазоном населення розподілялося таким чином: 24,9 % — особи молодші 18 років, 56,2 % — особи у віці 18—64 років, 18,9 % — особи у віці 65 років та старші. Медіана віку мешканця становила 38,7 року. На 100 осіб жіночої статі у селищі припадало 93,6 чоловіків;  на 100 жінок у віці від 18 років та старших — 87,2 чоловіків також старших 18 років.
Середній дохід на одне домашнє господарство  становив 52 093 долари США (медіана — 41 563), а середній дохід на одну сім'ю — 59 714 долари (медіана — 51 068). Медіана доходів становила 41 125 доларів для чоловіків та 31 290 доларів для жінок. За межею бідності перебувало 19,9 % осіб, у тому числі 28,1 % дітей у віці до 18 років та 15,2 % осіб у віці 65 років та старших.
Цивільне працевлаштоване населення становило 1091 осіб. Основні галузі зайнятості: виробництво — 30,1 %, освіта, охорона здоров'я та соціальна допомога — 22,2 %, роздрібна торгівля — 11,4 %, будівництво — 6,4 %.